# مكيمن شمالي
مكيمن شمالي قرية سورية تتبع ناحية عقيربات في منطقة سلمية في محافظة حماة. بلغ عدد سكانها 1028 نسمة في عام 2004 حسب إحصاء المكتب المركزي للإحصاء.

## وصلات خارجية
- الوحدات الإدارية في محافظة حماة نسخة محفوظة 18 أبريل 2019 على موقع واي باك مشين.